# Brendon
Brendon es una historieta italiana de ciencia ficción postapocalíptica y de terror, creada por Claudio Chiaverotti y publicada por la casa Sergio Bonelli Editore.
Se estrenó en Italia en junio de 1998 con el episodio titulado "Nato il 31 febbraio". La serie regular, de periodicidad bimestral, terminó con el número 100; actualmente se publican álbumes especiales anuales.

## Argumento y personajes
En el 2029 un enorme asteroide se estrella contra la Tierra provocando la "Gran Oscuridad", un año de tinieblas absolutas. Los consiguientes desastres planetarios llevan al surgimiento de una nueva Edad Media postapocalíptica, violenta y sobrenatural. En este escenario de barbarie, en pleno Siglo XXII,  vive el melancólico caballero de fortuna Brendon D'Arkness.
Nacido en Stonehaven, Escocia, a los doce años pierde a su madre Margareth, víctima de una secta esotérica de feroces asesinos llamada Luna Negra. Gracias a las enseñanzas de su maestro Boris Nagel, Brendon coge las armas y se convierte en un caballero de fortuna. Vive en una mansión en ruinas de Nueva Cornualles, junto al autómata Christopher, una especie de mayordomo con forma de marioneta. Sin embargo, no logra echar raíces y recorre a lo largo y a lo ancho Nueva Inglaterra sobre su corcel Falstaff, buscando nuevas aventuras.
Entre sus amigos destacan: la guerrera Anja O’ Flanagan, con la que vive una breve pero intensa historia de amor; el médico bebedor de New Dream Emid Nox; Margot, jefa de la milicia de Ardiss, en el antiguo Hampshire; el chamán Zeder, que vive en las ruinas de la antigua Londres. Entre sus enemigos: el sádico alquimista Trevanian, el implacable sicario Skarr y, sobre todo, la secta de la Luna Negra.

## Crossovers
En 2016 fue publicado un cruce con Morgan Lost, otro personaje de ciencia ficción publicado por la editorial Bonelli.

## Autores

### Guionista y creador del personaje
Claudio Chiaverotti.

### Dibujantes
Gianluca Acciarino, Lola Airaghi, Lucia Arduini, Max Bertolini, Andrea Broccardo, Silvia Corbetta, Andrea Fattori, Giuseppe Franzella, Giovanni Freghieri, Giuseppe Liotti, Estaban Maroto, Luigi Piccatto, Ernesto Pugliese, Giuseppe Ricciardi, Renato Riccio, Corrado Roi, Massimo Rotundo, Matteo Santaniello, Emiliano Simeoni, Gigi Simeoni, Cristiano Spadavecchia, Giovanni Talami, Giuseppe Viglioglia, Alessandro Vitti.